# André Gaucher
Pour les articles homonymes, voir Gaucher.
Omer Gaucher, dit André Gaucher, né le 17 février 1876 à Armentières et mort le 24 février 1957 à Paris, est un journaliste, polémiste et pamphlétaire d'extrême droite français.
Militant antidreyfusard et antisémite, il a été l'une des figures de l'Action française avant la Première Guerre mondiale. 

## Biographie
Né le 17 février 1876 au no 14 de la rue Nationale à Armentières (Nord), Omer-Marie-Joseph Gaucher est le fils d'Omer-Léon-Victorien Gaucher (1843-1910), voyageur de commerce, et de Marie-Sophie Furon (1844-1910), tous deux originaires du Cher. Le couple aura d'autres fils, dont Marc-Marie-Joseph (1882-1953), champion de boxe, époux d'Yvonne Legeay entre 1912 et 1919, et Michel-Marc-Marie (1885-1964), homme d'affaires, condamné en 1932 pour trafic d'influence.
Ancien élève du lycée de Lille, Omer Gaucher s'installe à Paris avant la fin de l'année 1898. Passionné d'escrime, il se distingue lors d'une poule de juniors organisée par la Société à l’Épée de Paris en décembre 1898 puis lors d'une poule à l'épée de combat chez le docteur Duhamel à Fontenay-sous-Bois en juin 1899. Au cours de sa carrière de journaliste, entamée dans les dernières années du XIXe siècle, il croise le fer avec plusieurs confrères et autres personnalités. L'un de ses duels les plus mémorables l'oppose à Jean Joseph-Renaud en août 1903.

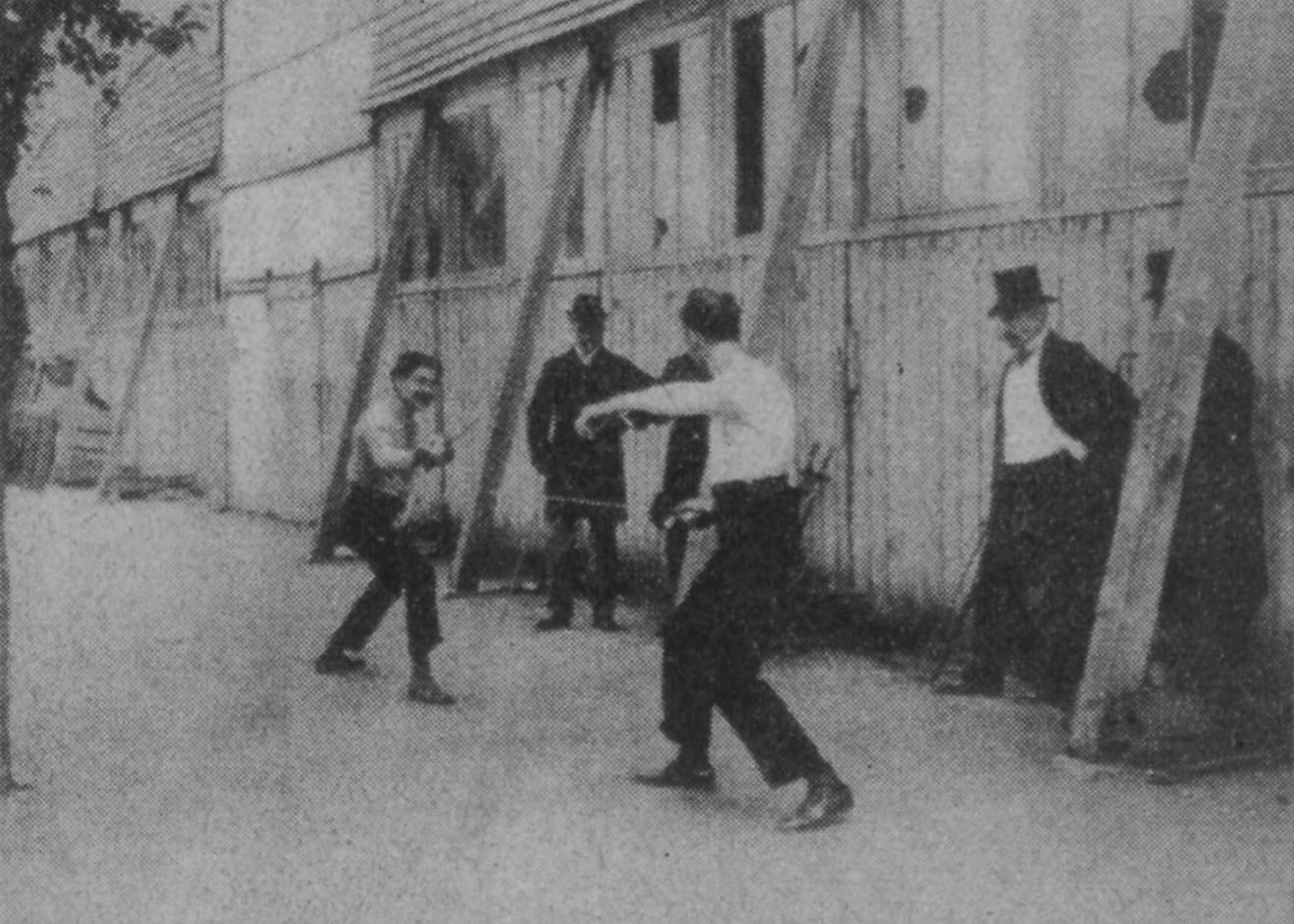
Duel Gaucher-Joseph-Renaud au vélodrome du parc des Princes, le 4 août 1903.

### Un journaliste antidreyfusard
Domicilié au no 61 de la rue Taitbout, André Gaucher rédige dès 1899 quelques articles pour La Presse, L’Éclair et Le Petit Bleu. Il collabore également à L’Écho du merveilleux, une revue dirigée par Gaston Méry, journaliste à La Libre Parole, dont Gaucher partage l'antidreyfusisme et l'antisémitisme. Le 7 novembre 1899, il est arrêté pour avoir perturbé une représentation du Demi-Monde de Dumas fils à la Comédie-Française, théâtre dont l'administrateur général, Jules Claretie, est alors ciblé en tant que dreyfusard par une campagne de presse menée depuis deux mois par La Libre Parole.
Le 11 décembre 1899, il épouse Marie-Léontine Collin (née en 1869).
En 1900, Gaucher travaille pour La Liberté. À partir de l'année suivante, il devient le collaborateur régulier d'un quotidien royaliste, Le Soleil. En avril 1904, lors du remplacement du comte de Kermaingant par Ernest Renauld à la direction de ce journal, Gaucher en quitte la rédaction en même temps que Maurice Talmeyr, Félicien Pascal, Léon Daudet, Jean Carrère, Charles Maurras, Henri Vaugeois, Louis Dimier et Émile Faguet. Il collabore ensuite au Havre-Éclair puis à L'Autorité avant de revenir au Soleil quelques années plus tard.
Membre de la Ligue de la patrie française, le jeune journaliste est un opposant virulent au combisme entre 1902 et 1905. Protestant contre l'expulsion des congrégations, il prête main-forte à Paul Jaume et Jules Girard lors de l'occupation de l'école des sœurs augustines de Sainte-Marie de la rue Saint-Maur en juillet 1902. En 1904, dans le contexte de l'affaire des fiches, Gaucher agresse physiquement le préfet de la Vienne, Gaston Joliet, qu'il considère comme un « délateur ». L'année suivante, au Salon des artistes français, Gaucher vandalise le portrait par Anna Sédillot d'un autre protagoniste de l'affaire, le général Percin.
En février 1906, il publie un pamphlet à charge contre le ministre des Finances, Pierre Merlou. Ce dernier renonce à se présenter aux élections législatives du mois de mai, contrairement à Gaucher, qui pose sa candidature sous l'étiquette de l'Action libérale dans la 4e circonscription de Marseille face à Henri Brisson. Celui-ci est cependant réélu dès le premier tour. Gaucher, qui n'a obtenu que 1 529 voix (soit 12% des votants), termine en troisième position, loin derrière Charles Dubois, conseiller municipal de Marseille, mais il devance le candidat du parti socialiste, Charles Baron. Le 26 novembre, Merlou est victime d'une tentative d'assassinat de la part d'une ancienne maîtresse, Marguerite d'Allemagne, dite Addey. Lors du procès, l'ancien chef de cabinet du ministre présentera Gaucher comme un maître-chanteur.

### Collaborateur deL'Action française(1908-1916)

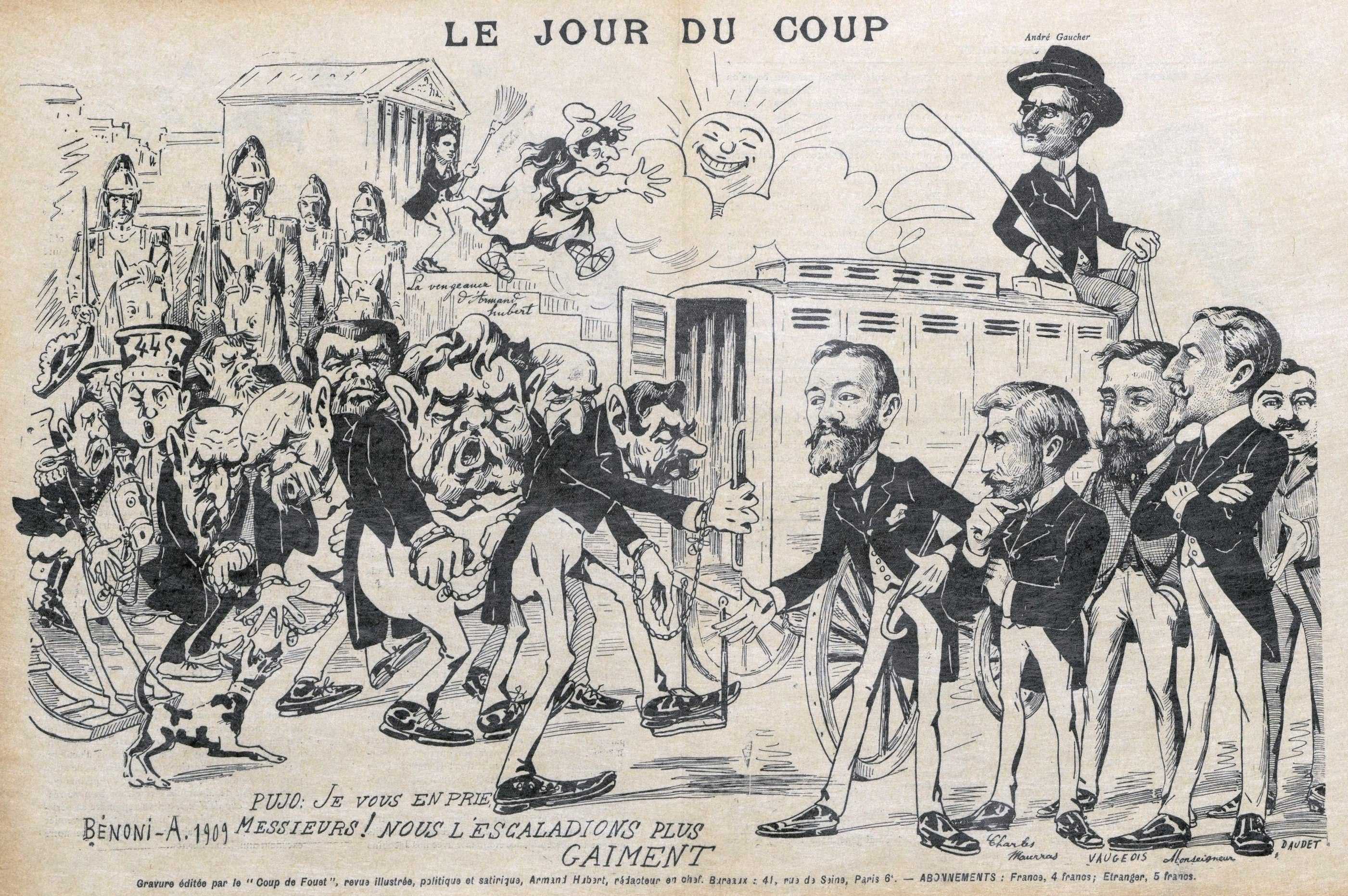
Caricature par Benoni-Auran (1909) : les dirigeants de l'Action française et le duc d'Orléans regardent leurs ennemis républicains monter dans un fourgon cellulaire conduit par André Gaucher.

En 1908, Gaucher retrouve Daudet et Vaugeois à l'occasion du lancement de L'Action française, « organe du nationalisme intégral », où le journaliste s’occupe plus particulièrement du courrier des théâtres et des sports, signant la plupart de ses articles du nom de plume très balzacien de « Lucien Chardon ».
Le 10 septembre 1908, Gaucher assiste au procès de Louis Grégori, un confrère qui a tiré sur Alfred Dreyfus. Il provoque un incident d'audience en criant que la condamnation de Dreyfus a été cassée, deux ans auparavant, « au moyen d'un faux ». En décembre 1908 et en janvier 1909, André Gaucher et son frère Marc participent, aux côtés des camelots du roi, aux perturbations des représentations du Foyer d'Octave Mirbeau à la Comédie-Française. Arrêté et poursuivi pour ces faits, le journaliste est condamné le 22 janvier à deux années d'emprisonnement après avoir réitéré, devant le tribunal correctionnel, ses propos outrageux à l'encontre des magistrats de la Cour de cassation ayant interprété en faveur de Dreyfus l'article 445 du Code d’instruction criminelle. Incarcéré à la prison de la Santé, Gaucher voit sa peine confirmée en appel en février avant d'être gracié et libéré le 23 août en même temps que d'autres condamnés politiques, dont Pierre Biétry et le gérant de La Guerre sociale, Georges Marchal.
Survenue le mois précédant la libération de Gaucher, la mort de Gaston Méry, conseiller municipal du quartier du Faubourg-Montmartre, provoque une élection partielle pour laquelle Henri Rochefort (L'Intransigeant) et Guy de Cassagnac (L'Autorité), approuvés par Édouard Drumont (La Libre Parole), proposent la candidature du journaliste de L'Action française. La campagne s'envenime après la sortie du prison du candidat royaliste, qui réplique par la violence aux attaques émanant de la Jeunesse républicaine du 9e arrondissement. Ainsi, lors d'une incursion des camelots du roi au siège des jeunes républicains, rue Turgot, Gaucher frappe au visage leur président, Georges Hirsch, tandis que son frère Michel brise un buste de Marianne. Le 16 septembre, il est condamné à un mois de prison pour violences et voies de fait. Libéré peu de temps avant le premier tour du scrutin, qui a lieu le 17 octobre, Gaucher termine en quatrième position, avec 276 voix (soit 10% des votants), derrière les radicaux Destruels et Fernand Lecomte, et loin derrière le républicain indépendant Georges Pointel, qui a bénéficié du soutien du député Georges Berry et de plusieurs autres élus nationalistes de l'arrondissement. En vue du second tour, le candidat royaliste malheureux appelle ses électeurs à reporter leurs voix sur Pointel tout en incitant ce dernier à leur donner des gages d'antisémitisme.
En janvier 1911, Gaucher est condamné à 200 francs d'amende pour avoir frappé et menacé d'une arme André Arnyvelde le 10 décembre précédent.
En 1913, Félix Chautemps, dont la famille avait fait l'objet d'un ouvrage à charge publié par Gaucher en 1908, écrit que le journaliste « assassinait l'honneur des familles pour de l'argent ». L'auteur demande réparation, mais le duel n'aura pas lieu, ce qui permettra plus tard aux détracteurs du journaliste d'affirmer que les accusations de Chautemps étaient fondées.
En mai 1914, Gaucher intervient pour le compte de son journal auprès de Raoul Gunsbourg puis de Camille Blanc afin d'obtenir un « traité de publicité » avec le casino de Monte-Carlo. Cette démarche s'inscrit en réalité dans une tentative de chantage orchestrée par Léon Daudet qui, à la suite du refus de Blanc, mène une campagne de presse contre l'établissement, qu'il accuse d'être un foyer d'espionnage allemand.

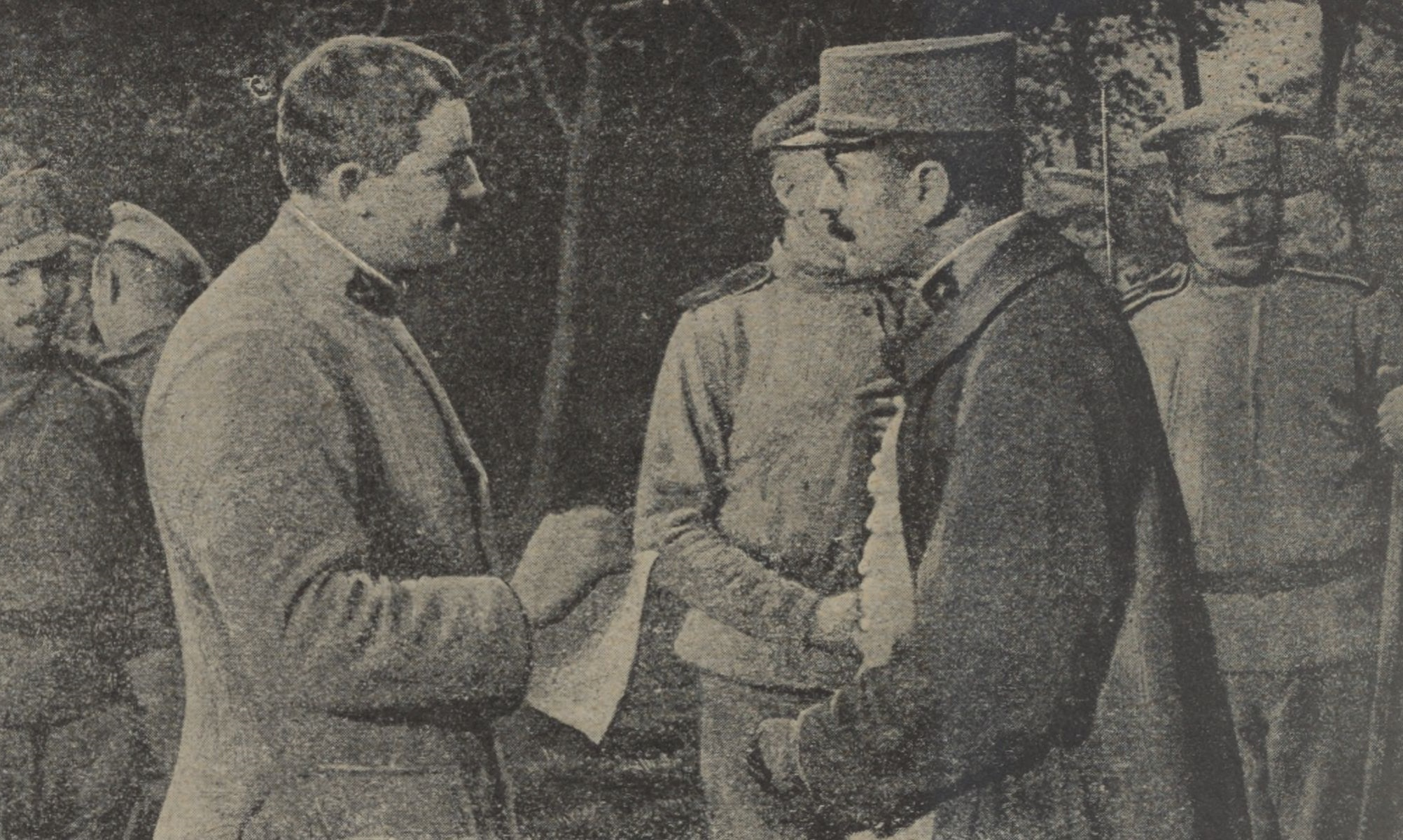
Gaucher (à droite) et le sergent Albert Ayat, attaché à la mission du combat à la baïonnette.

En avril 1915, Gaucher fonde un « comité de propagande », bientôt présidé par Henry Hébrard de Villeneuve, afin de promouvoir l'escrime à la baïonnette auprès des combattants français de la Première Guerre mondiale . L'année suivante, il rédige un manuel consacré à cet art martial puis obtient l'autorisation d'être envoyé en mission près du front pour entraîner à cette technique des soldats du corps expéditionnaire russe, ce qui lui vaudra d'être décoré de la croix de Saint-Stanislas avec épées.

### Rupture avec l'Action française
À l'automne 1916, Gaucher signe son dernier texte dans L'Action française et semble avoir quitté l'organisation maurrassiste peu de temps après. Dans Les Hommes du jour, Henri Fabre s'interroge sur les raisons de ce départ. Selon Gaucher, il n'aurait décidé de donner sa démission qu'à la fin de l'année 1917, après avoir constaté la malhonnêteté de Léon Daudet lors du procès de la tentative de chantage à l'encontre du casino de Monte-Carlo. Selon Maurras, Gaucher aurait été en disgrâce depuis l'affaire de l'arbitrage de son conflit avec Félix Chautemps, en octobre 1913.

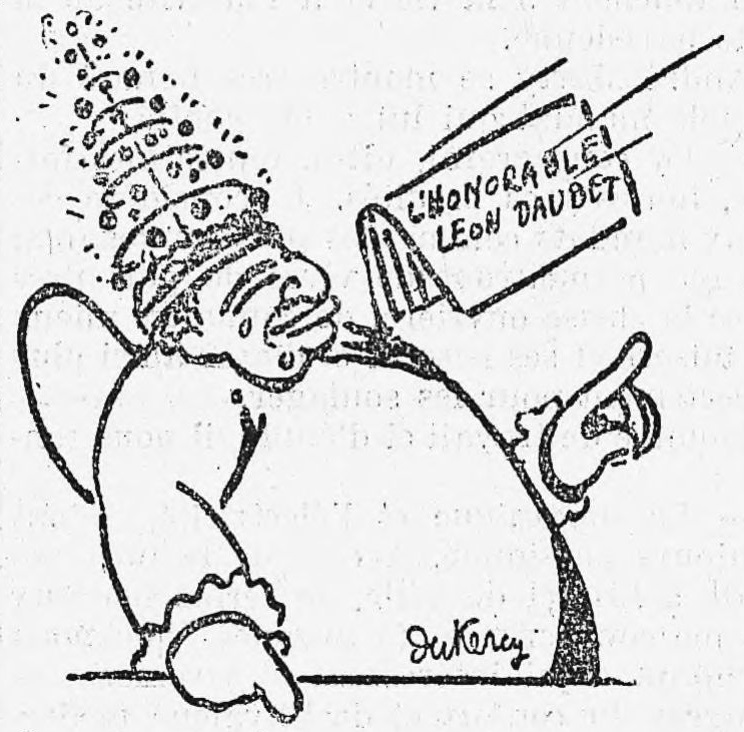
Léon Daudet recevant le pamphlet de Gaucher en plein visage (caricature de Dukercy publiée dans L'Humanité du 19 octobre 1921 à propos de l'incident de la veille à la Chambre).

Cette rupture n'apparaît cependant au grand jour qu'en avril 1921, quand Gaucher publie un ouvrage à charge contre Daudet. S'estimant diffamé, ce dernier réagit au mois de juin en assignant en justice son ancien camarade, qui est agressé quelques jours plus tard par un camelot du roi, Lucien Martin. Poursuivant sa campagne par voie d'affiches, Gaucher est soutenu par un autre ancien militant de l'Action française devenu hostile à Daudet, Armand Hubert. Le 18 octobre, au moment où Daudet intervient à la tribune de la Chambre, Hubert manifeste bruyamment contre le député royaliste en le traitant de « traître » et en lançant des exemplaires du pamphlet de Gaucher depuis la tribune de la presse départementale.
Gaucher s'emploie également à discréditer Daudet auprès des catholiques en portant la polémique sur des passages jugés indécents du nouveau roman de l'écrivain, L'Entremetteuse, que Daudet est bientôt contraint de renier.
Le différend entre Gaucher et Daudet s'étire sur plusieurs années, rythmées par de nombreux articles, affiches, procédures judiciaires et actes violents. Malgré des condamnations pour diffamation et menaces, l'ex-ligueur poursuit ses attaques sur le terrain de la psychanalyse en publiant L'Obsédé en 1925. Dans ce nouvel ouvrage, qu'il cherche à légitimer en y insérant des lettres de Pierre Janet et Sigmund Freud, Gaucher prétend prouver les pathologies mentales de Daudet et donner des éléments nouveaux sur le contexte du suicide du fils du tribun, Philippe Daudet.
Pendant la Seconde Guerre mondiale, Gaucher écrit dans l'hebdomadaire antisémite et collaborationniste Au Pilori. Le 8 décembre 1942, Jean Galtier-Boissière note dans son journal un échange qu'il a eu avec le vieux journaliste : « Ce vieux monsieur essaie de me faire parler et se lance dans de grandes et fumeuses tirades anglophobes et antisémites. [...] Il veut me convaincre que Maurras a toujours été l'homme des Juifs ».
André Gaucher meurt le 24 février 1957 à son domicile du no 33 de la rue Joseph-de-Maistre. Son acte de décès le présente comme l'époux de Blanche-Joséphine Goguillot (1889-1973). Goguillot est le vrai nom de famille du militant d'extrême-droite Roland Gaucher, dirigeant des JNP de Marcel Déat pendant la Seconde Guerre mondiale, futur cofondateur et élu du Front national. Le 1er novembre 1944, Roland Goguillot avait demandé à Déat, alors ministre de la commission gouvernementale de Sigmaringen, de « caser son oncle André Gaucher à l'information ».

## Publications
- Son Excellence Monsieur Merlou, Paris, Société nouvelle d'éditions parisiennes, 1906.
- Une Grande famille parlementaire : les Chautemps, Paris, Société nouvelle d'éditions parisiennes, 1908.
- Les Principes du combat à la baïonnette, à l'usage du combattant, Paris, Berger-Levrault, 1916.
- L'Honorable Léon Daudet, contribution aux enquêtes de la conscience nationale, Paris, éditions de la Parole française, 1921.
- L'Obsédé : drame de la libido, Paris, Delpeuch, 1925.
- La Vérité sur « l'Action française » : lettre ouverte au Garde des sceaux, Paris, 1939.